# Manurewa
Manurewa est une importante banlieue du Sud de la cité d’Auckland, située dans l’Île du Nord de la Nouvelle-Zélande.

## Situation
C’était une partie de Manukau City avant la création de la super cité d’Auckland en 2010.
Elle est située à 6 km au sud du centre-ville de Manukau, et à 26 km au sud-est du quartier d'affaires de la cité d’Auckland.
C’est le siège de la gare de gare de Manuewa (en).

## Toponymie
Manurewa est en langage Māori, un mot pour "drifting kite". Le nom fait référence à une compétition de vol de cerf-volant, au cours de laquelle un cerf-volant fut endommagé et emporté au loin.
Le propriétaire du cerf-volant était le chef Tamapahore, qui avait un pā (village fortifié) sur le mont Matuku-tururu ou montagne Wiri (en)).
Le nom Manurewa commémore l’incident .

## Population
Manurewa possède une grande proportion de non-européens, ce qui en fait l’une des banlieues les plus multi-culturelles de la Nouvelle-Zélande.
Les employés dans leur majorité sont des agents des nombreuses compagnies des environs de la localité de Wiri, en particulier de Papakura, et de le l’aciérie de la ville de Glenbrook.

## Activité économique
Le principal centre commercial de Manurewa, nommé Southmall (en), est localisé sur le trajet de la Grande route du sud d’Auckland (en).
La banlieue est coupée par la Autoroute Sud d’Aukland (en).
La valeur réelle des biens dans Manurewa varie énormément.

## Jardin botanique

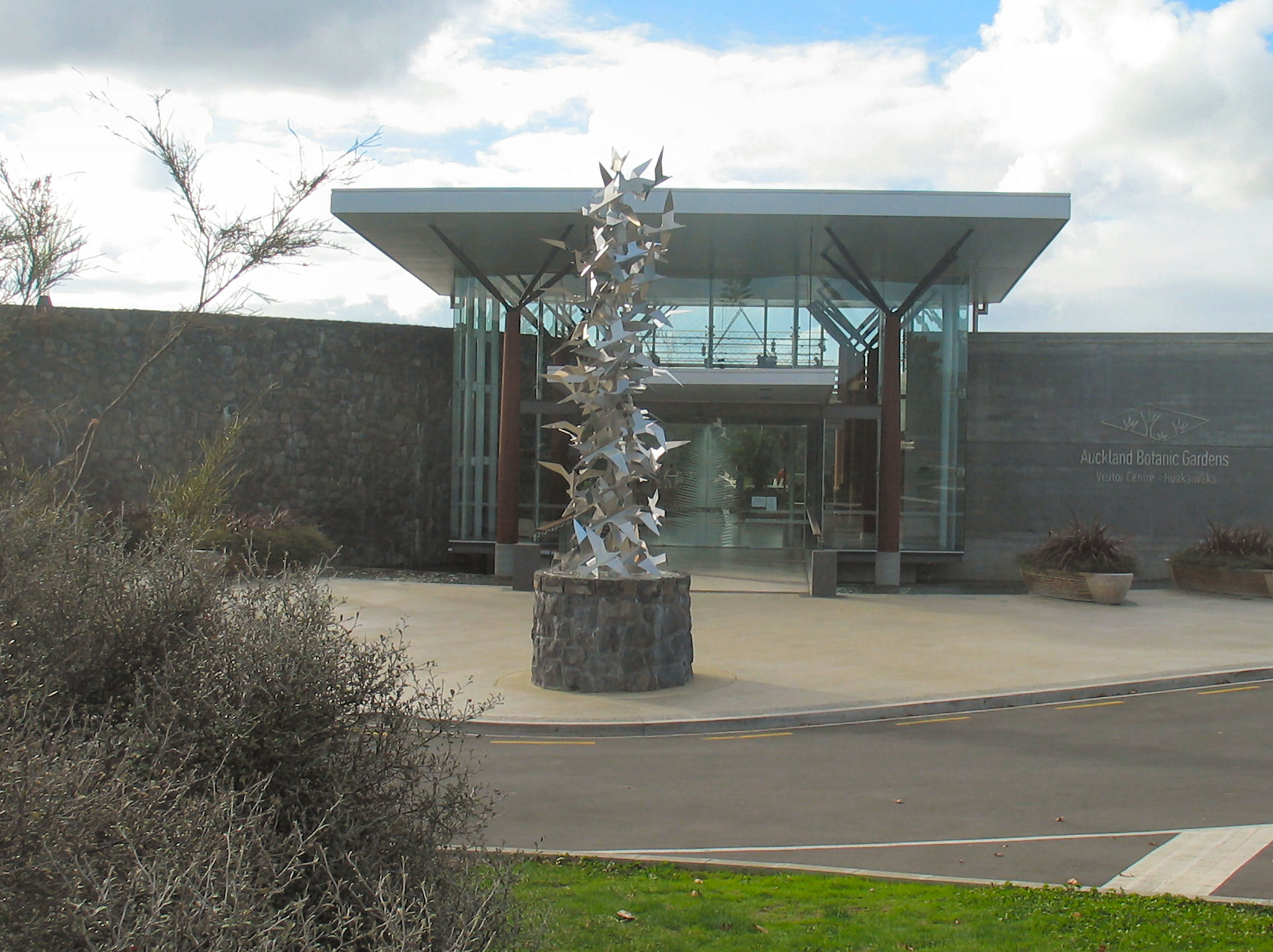
Entrée du jardin botanique d’Auckland

Manurewa est le siège du jardin botanique d’Auckland, qui reçoit plus d’un| million  de visiteurs chaque année.

## Sport et Loisirs

### Rugby Union
Le « Manurewa Rugby Football Club» est basé au niveau de « Mountfort Park Manurewa ».
Il a été fondé en 1921 et joue maintenant dans le cadre de la compétition du «Counties Manukau Rugby Union Club» et c’est l’un des plus gros, et un de ceux , qui ont le plus de succès parmi les clubs de rugby de la région.
Il a une importante section junior et une section « Golden Oldies » ( vétérents célèbres) constitué de nombreux anciens joueurs.
Il est aussi associé à des sports de l’AFL, Netball & Softball fonctionnant dans le club.
Il était initialement basé à « Jellicoe Park » dans Manurewa et avait un club de supporters affectueusement connus comme le « Old Black Shed ».
Il a fait construire le nouveau siège du club à « Mountfort Park » et s’est déplacé vers ce site officiellement en 1978.
Parmi les joueurs notables actuels du  « Super 15 Chiefs » se trouvent Tim Nanai-Williams et Bundee Aki, qui sont d’anciens joueurs du «Manurewa Rugby Club».

### Association football
Le club de l’association  de football: Manurewa AFC, qui joue dans le Toto Sport Italia NRFL Division 1A (en) est aussi basé dans Manurewa.

### Football Americain
Les Spartans de l’« American Football Club » sont basés en dehors de Manurewa au « Mountfort Park ».

### Ligue de Rugby
Les Manurewa Marlins (en) sont basés dans Manurewa.

### Tennis
Le Manurewa Tennis club est basé au ‘ 31 Russell Rd’ à Manurewa, est le plus ancien club de tennis club de Manurewa.

## Éducation à Manurewa

### Éducation primaire
La banlieue de Manurewa a un certain nombre d’écoles primaires dans ce secteur:
- École de école de Clendon Park (en)
- École de Clayton Park Primary (comprend un niveau intermédiaire)
- École de Finlayson Park School
- École de Hillpark School
- École de Leabank School
- École de Manukau Christian School
- École école centrale de Manurewa (en)
- École école de Manurewa East (en)
- École Manurewa South School
- École Manurewa West School
- École Randwick Park School
- École école primaire de Reremoana (en)

- École Roscommon School
- École Rowandale School
- École St Anne's School
- École Te Kura Akonga o Manurewa
- École Te Kura Kaupapa Maori o Manurewa
- École The Gardens School

### Éducation Secondaire
École Intermédiaire: 
- Manurewa Intermediate (en)  avec 849 élèves
- Weymouth Intermediate
- Greenmeadows Intermediate

École Secondaire:
- école secondaire de Manurewa (en)
- école secondaire James Cook (en)
- collège Afriston (en)